# Концерн радіомовлення, радіозв'язку та телебачення
Концерн радіомовлення, радіозв'язку та телебачення (скор. КРРТ) — державний оператор телерадіомовлення, радіорелейного й супутникового зв'язку. Концерн РРТ належить до сфери управління Адміністрації Державної служби спеціального зв'язку та захисту інформації України. Замовниками послуг Концерну РРТ є загальнонаціональні телевізійні мовники та радіокомпанії України, обласні, регіональні телерадіокомпанії, комерційні телерадіокомпанії, оператори телекомунікацій та підприємства зв’язку.

## Організаційна структура
Концерн РРТ — державне господарське об'єднання підприємств, що формувалось як єдиний господарський комплекс для розповсюдження радіо- та телевізійних програм в Україні. Юридична особа Концерну зареєстрована 12 лютого 1992 року.  
Станом на травень 2018 року Концерн об'єднує 25 філій та 2 підприємства.      

## Інфраструктура
Інфраструктура Концерну включає в себе понад 500 антенно-щоглових споруд (заввишки від 70 до 386 метрів), більш 12 тис. км радіорелейних ліній, 2 потужних радіоцентри, станцію космічного зв’язку (СКЗ) в селі Калинівка Макарівського району, Київської області та 2 передавальні земні станції у Львівській області. У розпорядженні Концерну перебувають понад 400 радіотелевізійних передавальних станцій (з них 76 – потужні), що розміщені по всій території України, понад 1200 телевізійних передавачів та понад 400 радіомовних передавачів.
Концерн РРТ є членом Міжнародної організації супутникового зв'язку «INTELSAT» та акціонером Європейської організації супутникового зв'язку «EUTELSAT S. A.». На сьогодні засоби супутникового зв'язку Концерну працюють в системі «HELLAS SAT» і можуть забезпечити супутникове розповсюдження програм мовлення на всі регіони світу.

## Діяльність
На сьогодні підприємства та філії Концерну РРТ, згідно з наявними ліцензіями, надають такі послуги:
- технічне обслуговування і експлуатація мереж ефірного телемовлення;
- технічне обслуговування і експлуатація мереж ефірного радіомовлення;
- надання в користування каналів електрозв’язку.

Майже 3 тисячі висококваліфікованих спеціалістів Концерну РРТ забезпечують трансляцію 30-ти загальнонаціональних телевізійних та 15-ти загальнонаціональних радіопрограм, а також програм обласних, регіональних та переважної більшості комерційних телерадіокомпаній по території всієї країни. При цьому здійснюється повне технічне обслуговування і експлуатація мереж зв’язку, ефірного та супутникового телерадіомовлення.
Станом на сьогодні державна система розповсюдження телевізійних та радіопрограм, яку обслуговує Концерн РРТ, є для більшості населення України основним джерелом отримання інформації. Всі роки Незалежності Концерн РРТ входить до «Переліку об’єктів, які не підлягають приватизації у зв`язку з їх загальнодержавним значенням».
В складних умовах сьогодення для Концерну РРТ пріоритетом є забезпечення протидії інформаційній складовій у гібридній війні та зміцнення інформаційного простору України. Щоб координувати та організовувати взаємодію всіх органів влади і підприємств, які є відповідальними за інформаційну безпеку Держави, рішенням Уряду було створено Комісію з питань забезпечення стабільного функціонування системи національного телебачення і радіомовлення (далі – Комісія). До складу Комісії, що діє при Міністерстві інформаційної політики України, входять представники Нацради, НСТУ, Держтелерадіо, НКРЗІ, Мінфіну, СБУ та Концерну РРТ.
На виконання протокольних рішень Комісії задля зменшення впливу на населення України російського та сепаратистського телевізійного та радіомовлення, а також для донесення сигналу українських телерадіокомпаній на захоплені території на радіотехнічних об’єктах в Донецькій та Луганській областях здійснювалось встановлення додаткових передавальних пристроїв та антено-фідерних систем. Загалом в період 2014–2018 років в зоні АТО фахівцями Концерну РРТ введено в дію 1 цифровий телевізійний передавач потужністю 1 кВт та 27 нових аналогових телевізійних передавачів, відновлено роботу 3 телевізійних мікроретрансляторів (тобто всього додатково запущено 30 аналогових передавачів) й збільшено (в 10 раз) потужність 3 телевізійних передавачів. Також введено в дію 45 радіомовних FM-передавачів та 1 потужний передавач середньохвильового діапазону.
Для прийому українських телеканалів на передовій у зоні АТО у співпраці з силовими структурами було розгорнуто 200 комплектів супутникових приймальних станцій.
Визначним досягненням є побудова та введення в експлуатацію на РТПС Краматорськ радіотелевізійної щогли висотою 180 м на заміну опори, що була зруйнована внаслідок обстрілів бойовиками. Роботи проводились з ініціативи та за рахунок власних ресурсів Концерну РРТ. Це унікальний досвід, адже будівництво такої висотної споруди в Україні за роки Незалежності здійснено вперше.
В Концерні РРТ постійно ведуться роботи з вдосконалення інфраструктури, впровадження світових досягнень у сфері телекомунікацій, реалізації новітніх технологій.
Готуючись до переходу на цифрове мовлення фахівці Концерну РРТ здобули значний досвід у розгортанні та підтримці експлуатації цифрових телевізійних мереж як самостійно (у 2001–2006 роках у Києві, 2009 ріку в 9 обласних центрах України) так і у співпраці з компаніями-провайдерами (у 2008–2009 роках з TOB «УЦТМ», 2011 ріку з TOB «Зеонбуд»).
Згідно із планом заходів щодо впровадження в Україні цифрового телерадіомовлення, затвердженого розпорядженням Кабінету Міністрів України від 26.10.2016 № 788, передбачено створення державного оператора цифрової багатоканальної телемережі з використанням інфраструктури Концерну радіомовлення, радіозв’язку та телебачення та припинення використання аналогового телевізійного мовлення.
В ході виконання зазначеного плану заходів міжвідомчою координаційною групою з упровадження в Україні цифрового телерадіомовлення при Адміністрації Держспецзв’язку схвалено підготовлений Національною радою України з питань телебачення і радіомовлення План поетапного вимкнення аналогового телебачення. 
Переймаючись тим, щоб держава не втратила контроль над власною сферою телебачення, та враховуючи, що Концерн РРТ – єдиний оператор, який володіє належною інфраструктурою і спроможний реально забезпечити трансляцію телерадіопрограм для максимальної кількості населення, Концерн РРТ запропонував Національній раді України з питань телебачення та радіомовлення (далі – Національна рада) розглянути можливість створення провайдера або оператора цифрового телебачення на базі Концерну РРТ.
В квітні 2017 року Концерном РРТ подано заяви до Національної ради щодо проведення розрахунку частот мережі цифрового мовлення в діапазоні 174 – 230 МГц. Відповідно до рішення Національної ради замовлення направлено до Українського державного центру радіочастот (УДЦР) для прорахунку мережі з орієнтовним покриттям  90-95% території України. 
Для розгортання такої мережі було б необхідно залучення значної кількості коштів державного бюджету або отримання кредитної лінії під державні гарантії.
Тому, враховуючи економічний стан України, проаналізувавши технічний стан наявного передавального обладнання, яке задіяне на сьогодні для трансляції телевізійних програм в аналоговому форматі, Концерн РРТ запропонував альтернативний варіант побудови мережі шляхом використання існуючих твердотільних аналогових передавачів, модернізувавши їх та перевівши їх роботу в цифровий формат.
Це дасть можливість Концерну зайняти своє місце на ринку телевізійного цифрового мовлення, отримати завантаження для своїх технічних засобів, додаткові замовлення та мати перспективу отримання прибутків для своїх філій.
Крім того, 26 квітня 2018 року Концерном РРТ в Одеській області введено в дію державну мережі ефірного цифрового телевізійного мовлення стандарту DVB-T/DVB-T2 у складі 22 передавачів.
Конкурс на створення регіонального мультиплексу в Одеській області за дорученням Комісії з питань забезпечення стабільного функціонування системи національного телебачення і радіомовлення був проведений Національно радою України з питань телебачення і радіомовлення в грудні 2017 року. Оператором багатоканальної цифрової телевізійної мережі згідно умов конкурсу визначено Концерн РРТ.
Основною метою забезпечення інформаційної безпеки України є створення розвиненого національного інформаційного простору і захист її інформаційного суверенітету.
Одним з напрямків цього процесу є впровадження цифрових технологій в радіомовленні для його подальшого розвитку. 
Згідно з Планом використання радіочастотного ресурсу України перспективним для запровадження в смугах частот 174-230 МГц та 1452-1479,5 МГц вважається цифрове радіомовлення в форматі Т-DAB.
З метою недопущення технологічного відставання України від світових лідерів в галузі радіомовлення Концерном РРТ в 2017 році було запропоновано розпочати впровадження цифрового радіомовлення стандарту DAB+ в м.Києві з подальшим розгортанням мережі в межах всієї України.
29 березня 2018 року Національна рада з питань телебачення і радіомовлення підбила підсумки конкурсу на цифрове радіомовлення у вказаному форматі.
Наразі фахівцями Концерну РРТ ведеться підготовка до розгортання мережі цифрового радіомовлення у стандарті DAB+ у Києві.
У 2020 році концерн РРТ не потрапив до переліку підприємств, які уряд України пропонує не приватизовувати. 

## Керівництво
Генеральний директор КРРТ
- Мікрюков Сергій Анатолійович (з 15 січня 2020 року)[3]

Голова Об’єднаної профспілки КРРТ
- Щеголь Анатолій Якович (з 15 жовтня 2014 року)